# 莉莉安·弗兰克
莉莉安·弗兰克（Lilian Franck，1971年3月11日—），德国电影导演。

## 生平
莉莉安·弗兰克毕业于德国巴登符滕堡电影学院和法国国家现代艺术工作室学院。2002年她凭借纪录片《一半的机会》（Halbe Chance）获得了德法新闻奖的新人奖。 这是她和罗伯特·西比斯合作导演的第一部作品。之后他们便一起创建了一个电影制片公司 OVALmedia Berlin。如今已经在科隆建立了一家分公司。
莉莉安制作了许多电视纪录片，例如关于天主教原教旨主义的《耶稣爱你/神联盟》（Jesus liebt dich/ Die Liga Gottes）或者是关于孩子和精神药物的《罐头带来的运气》(Das Glück aus der Dose)。
2008年莉莉安导演了《我为钢琴狂》，由此开始了在电影纪录片领域的探索。这部电影幽默地讲述了钢琴调音师史蒂芬·柯尼普弗（Stefan Knüpfer） 如何在与众多钢琴家—例如郎朗、皮埃尔-洛朗·艾马尔以及阿尔弗雷德·布伦德尔之间的合作中追求完美音质的故事。《我为钢琴狂》在包括台湾在内的20个国家上映，并荣获了洛加诺国际电影节特别奖、旧金山国际电影节金门奖以及德国电影奖的最佳音效奖，还被评为“十分有价值”。

## 作品

### 电影纪录片
- 2010 我为钢琴狂 (导演及监制)
- 2008: 耶稣爱你 (导演及监制)

### 电视纪录片
- 2010  罐头带来的运气
- 2008  神联盟
- 2006  欧洲会下地狱吗？（Kommt Europa in die Hölle）?
- 2004  资本: 人 （Kapital: Mensch）
- 2002 一半的机会
- 2001 熵（Entro-Toupie）
- 2000 亮点（Temps forts）
- 1999 科拉 (Cora)
- 1997  梅尔滕斯奶奶 (Oma Maertens)
- 1997 女超人（Supermerle）

### 短片
- 2015  反正回家（Anyway Home） (导演: 巴勃罗·克斯Pablo Kaes)